# Elche de la Sierra
Elche de la Sierra – gmina w Hiszpanii, w prowincji Albacete, w Kastylii-La Mancha, o powierzchni 239,49 km². W 2011 roku gmina liczyła 3941 mieszkańców.